# گریس دانگمای
گریس دانگمای (انگلیسی: Grace Dangmei؛ زادهٔ ۵ فوریهٔ ۱۹۹۶) بازیکن فوتبال اهل هند است.
وی همچنین در تیم ملی فوتبال زنان هند بازی کرده‌است.